# Pleurothallis somnolenta
Pleurothallis somnolenta är en orkidéart som beskrevs av Carlyle August Luer. Pleurothallis somnolenta ingår i släktet Pleurothallis och familjen orkidéer. Inga underarter finns listade i Catalogue of Life.